# پیرینو گابتی
پیرینو گابتی (انگلیسی: Pierino Gabetti; ۲۲ مهٔ ۱۹۰۴ – ۲۸ فوریهٔ ۱۹۷۱) وزنه‌بردار اهل ایتالیا بود.